# سايمور إتش نوكس الثاني
سايمور إتش نوكس الثاني (بالإنجليزية: Seymour H. Knox II)‏ هو شخصية أعمال أمريكي، ولد في 1 سبتمبر 1898 في بوفالو في الولايات المتحدة، وتوفي في 27 سبتمبر 1990.